# العلاج بالأكسجين

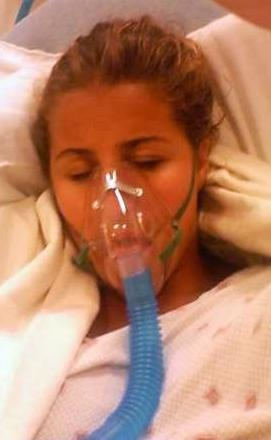
مريضة تضع قناعاً للأكسجين على الوجه

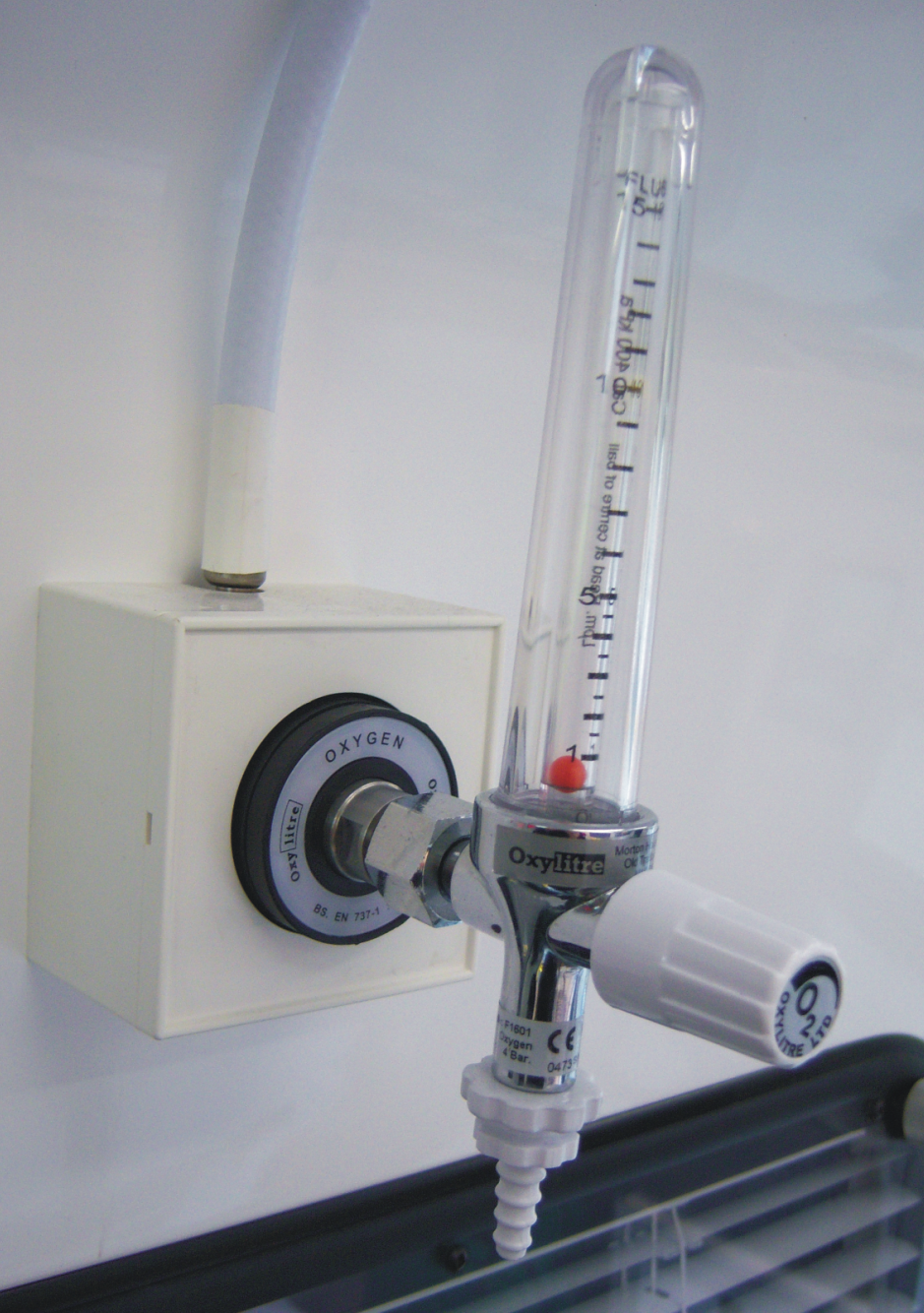
أنابيب الأكسجين ومنظم مع مقياس تدفق، يستخدم في العلاج بالأكسجين، تتوفر هذه الأدوات في سيارة الإسعاف

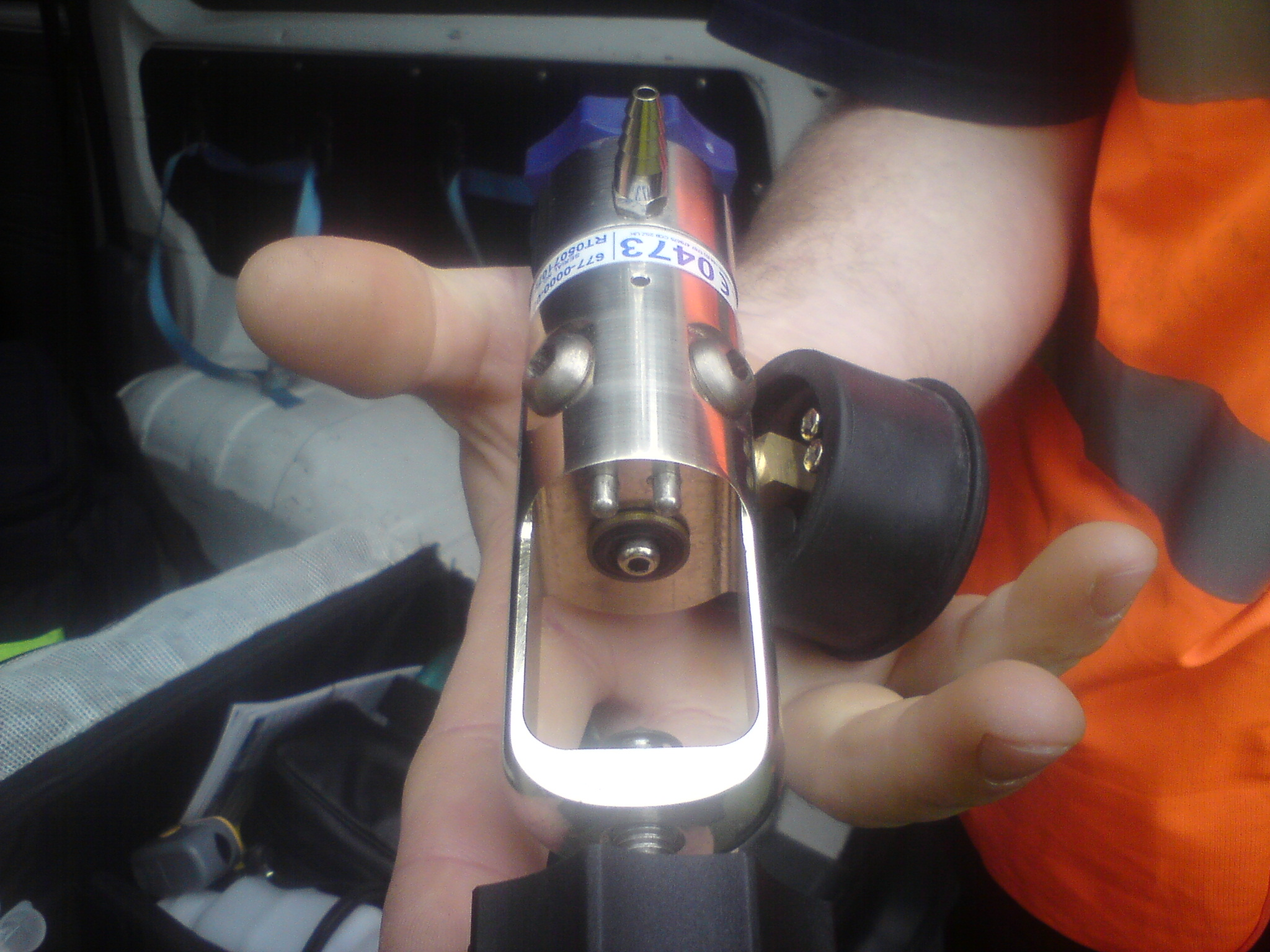
منظم أكسيجن في اسطوانة D محمولة، يستتخدم للإنعاش في سيارات الإسعاف.

العلاج بالأكسجين (بالإنجليزية: Oxygen therapy)‏ -والمعروف أيضًا باسم الأكسجين الإضافي- هو استخدام الأكسجين كعلاج طبي. حيث يمكن استخدامه لعلاج مجموعة منوعة من الأمراض المزمنة والحادة، يمكن أن يشمل ذلك انخفاض نسبة الأكسجين في الدم، وسمية أول أكسيد الكربون، والصداع العنقودي، والحفاظ على كمية كافية من الأكسجين أثناء استخدام التخدير المستنشق. غالبًا ما يكون الأكسجين طويل الأمد مفيدًا للأشخاص الذين يعانون من نقص مزمن في الأكسجين مثل مرض الانسداد الرئوي المزمن الشديد أو التليف الكيسي. يمكن إعطاء الأكسجين بعدة طرق بما في ذلك قنية الأنف وقناع الوجه وداخل غرفة الضغط العالي.
الأكسجين ضروري لعملية التمثيل الغذائي الطبيعي للخلايا. يمكن أن تسبب التركيزات العالية بشكل مفرط تسمم الأكسجين مثل تلف الرئة أو يؤدي إلى فشل الجهاز التنفسي لدى أولئك الذين لديهم استعداد. تزيد تركيزات الأكسجين المرتفعة أيضًا من خطر نشوب الحرائق، خاصة أثناء التدخين، ويمكن أيضًا أن يؤدي عدم استخدام الترطيب إلى جفاف الأنف. يعتمد تشبع الأكسجين المستهدف الموصى به على الحالة التي يتم علاجها. في معظم الحالات، يوصى بالتشبع بنسبة 94-96٪، بينما يفضل الأشخاص المعرضون لخطر احتباس ثاني أكسيد الكربون بنسبة 88-92٪، وفي أولئك الذين يعانون من سمية أول أكسيد الكربون أو السكتة القلبية يجب أن تكون عالية قدر الإمكان. يتكون الهواء عادةً من أكسجين بنسبة 21٪ من حيث الحجم بينما يزيد العلاج بالأكسجين هذا بمقدار ما يصل إلى 100٪.
أصبح استخدام الأكسجين في الطب شائعًا في عام 1917، وهو مدرج في قائمة منظمة الصحة العالمية للأدوية الأساسية الأكثر فعالية وأمانًا والمطلوبة في أي نظام صحي. تبلغ تكلفة الأكسجين في المنزل نحو 150 دولارًا أمريكيًا شهريًا في البرازيل ونحو 400 دولار أمريكي شهريًا في الولايات المتحدة. يمكن توفير الأكسجين في المنزل إما عن طريق خزانات الأكسجين أو أجهزة توليد الأكسجين، ويُعتقد أن الأكسجين هو العلاج الأكثر شيوعًا في مستشفيات الدول المتقدمة.
الأكسجين ضروري جداً لعمل الخلايا وبالتالي هو ضروري لجميع الوظائف الفسيولوجية الطبيعية. يمكن أن تفيد مستويات من الأكسجين في حالات ضغط الدم المرتفع، أو قد تكون ضارة، ويعتمد ذلك على الظروف المرضية، والهدف أن يكون استخدام الأكسيجن مفيداً عن طريق إمداد الرئتين بالأكسجين، وبالتالي توفيره نسيج حيوي، خاصة عندما يعاني المريض من نقص التأكسج و\أو نقص تأكسج الدم.

## الاستخدامات الطبية
يستخدم الأكسجين كعلاج طبي في كل من الحالات المزمنة والحادة، ويمكن استخدامه في المستشفى أو قبل دخول المستشفى أو خارج المستشفى تمامًا.

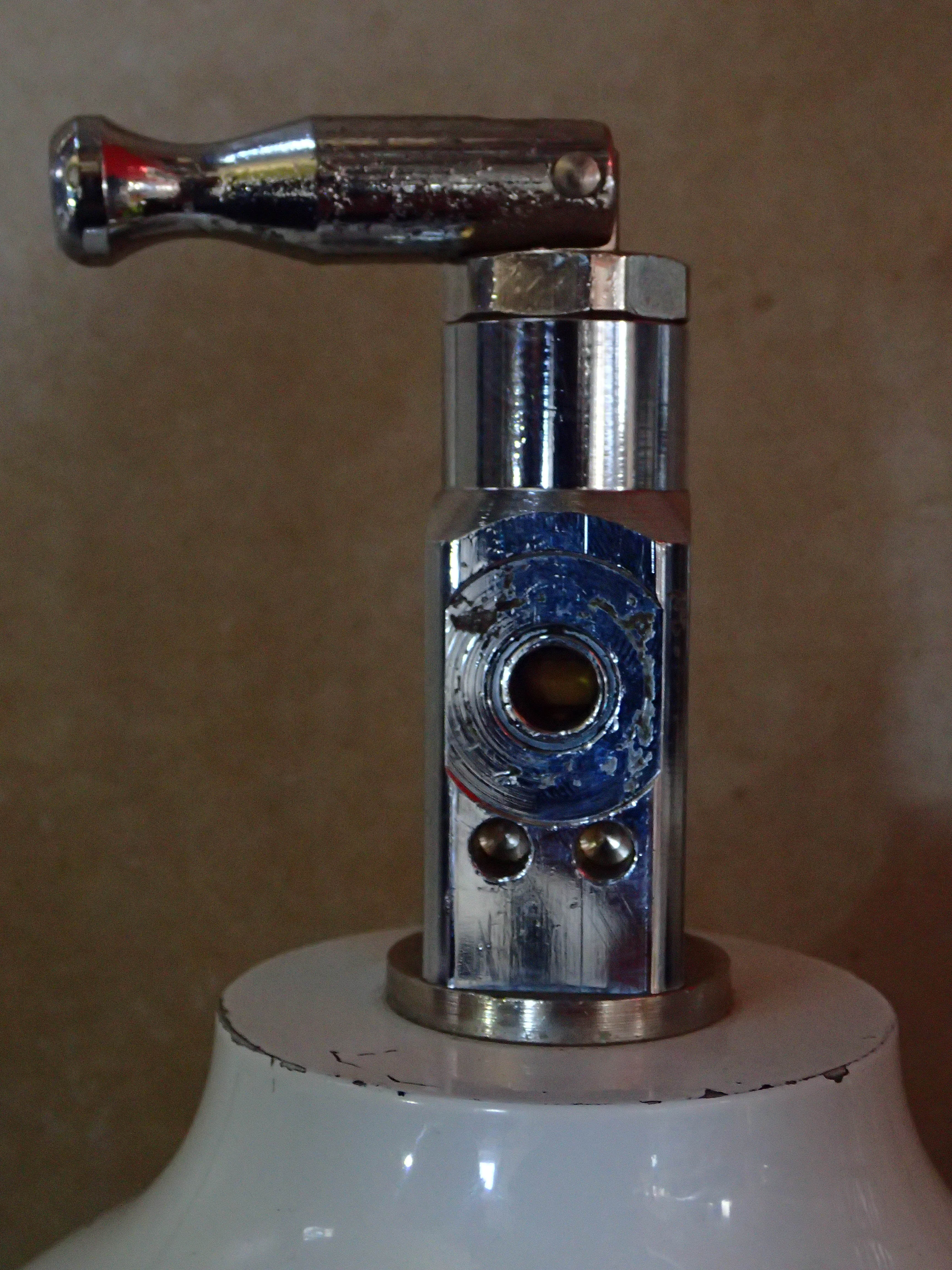
صمام اسطوانة الأكسجين الطبي

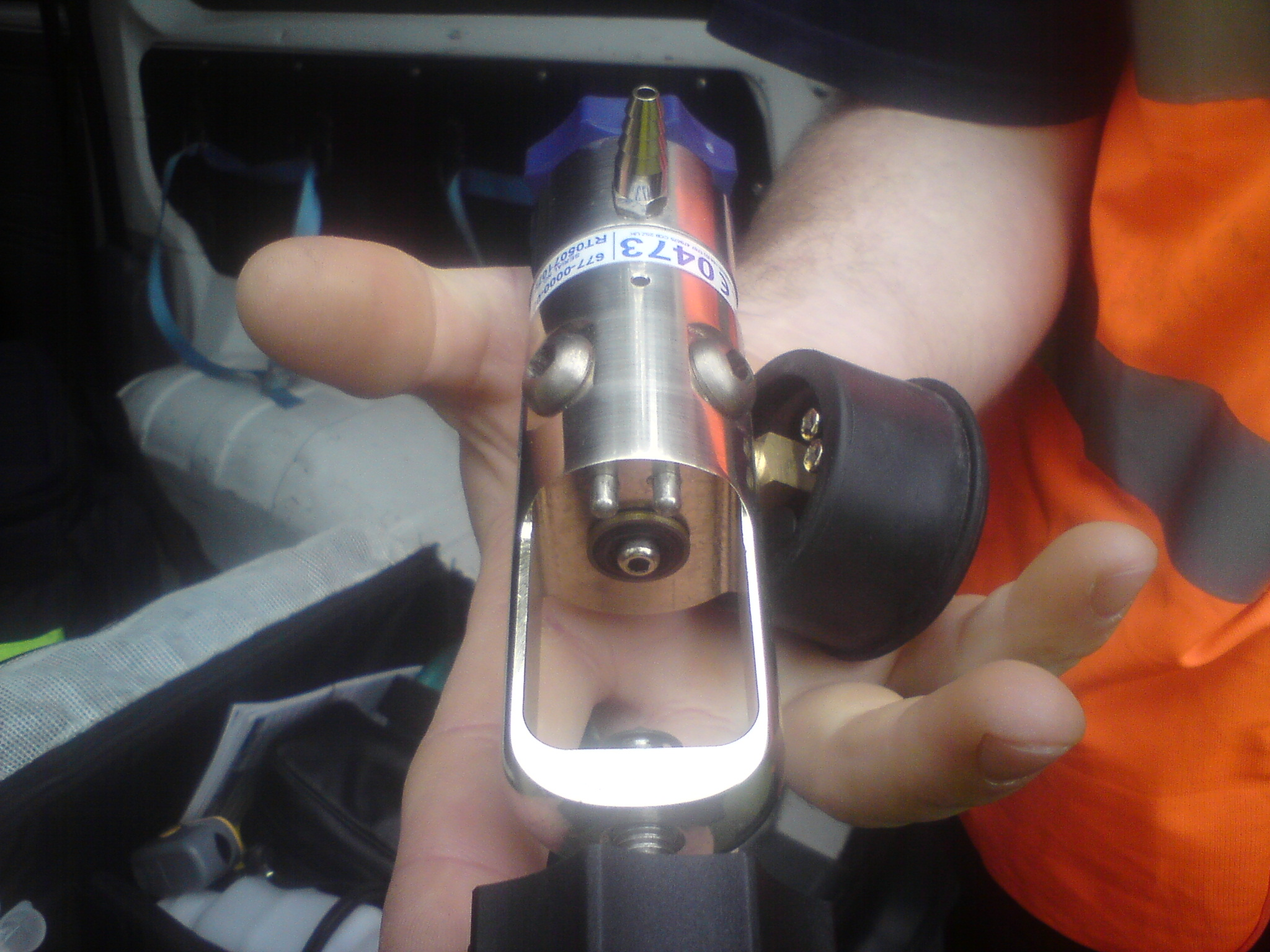
منظم الأكسجين المفهرس للأسطوانة D المحمولة، يتم حمله عادةً في مجموعة الإنعاش في سيارة الإسعاف

### الأمراض المزمنة
يُستخدم الأكسجين بشكل شائع لدى الأشخاص الذين يعانون من الداء الرئوي الانسدادي المزمن (التهاب مزمن في القصبات التنفسية أو نفاخ الرئة)، وهو أحد الأمراض الشائعة المرافقة للاستهلاك طويل الأمد للسجائر. قد يحتاج مرضى الداء الرئوي الانسدادي المزمن إلى الأكسجين الإضافي للتنفس عند تفاقم حالتهم لفترة مؤقتة أو دائمة مدى الحياة. يُستطب توفير مكملات الأكسجين لمرضى الداء الرئوي الانسدادي المزمن في حال كانت قيمة الضغط الجزئي لأكسجين الدم الشرياني أقل من 55 مليمترًا زئبقيًا (7.3 كيلوباسكال) أو تساويها، أو كانت نسبة تشبع الأكسجين الشرياني أقل من 88% أو تساويها، وقد أُثبت دور العلاج المكمل بالأكسجين في زيادة مدة العمر الافتراضي المتوقع.
يُوصف الأكسجين غالبًا للأشخاص الذين يعانون من ضيق التنفس في المراحل النهائية من القصور القلبي، أو التنفسي، أو في حال الوصول إلى مراحل متقدمة من الأمراض التنكسية العصبية أو السرطان، على الرغم من امتلاك الشخص مستويات طبيعية نسبيًا من أكسجين الدم. لم تجد تجربة أُجريت عام 2010 على 239 شخصًا فرقًا كبيرًا في تخفيف ضيق التنفس بين الأكسجين والهواء فيما لو وصل الجسم بنفس الطريقة التي توفرها مكملات الأكسجين.

### الحالات الحادة
يُستخدم الأكسجين على نطاق واسع في طب الطوارئ؛ سواء في المشافي، أو عن طريق خدمات الطوارئ الطبية، أو المراكز التي تقدم إسعافات أولية متقدمة.
يُقدَّم الأكسجين عالي التدفق قبل الدخول إلى المستشفى في حالات الإنعاش، والرضوض الخطيرة، والتفاعلات التأقية، والنزيف الشديد، والصدمة، والنوبات الصرعية الفعالة، وانخفاض حرارة الجسم.
يمكن وضع الأكسجين للأشخاص الذين تسببت إصابتهم أو مرضهم بانخفاض مستويات الأكسجين، ولكن يجب في هذه الحالة تعديل تدفق الأكسجين لتحقيق مستويات مقبولة من تشبع الأكسجين استنادًا إلى مقياس التأكسج النبضي (بهدف يبلغ 94-96% في معظم الحالات، أو 88-92% عند الأشخاص الذين يعانون من الداء الرئوي الانسدادي المزمن). يزيد الاستخدام المفرط للأكسجين لدى المصابين بأمراض حادة خطرَ الوفاة؛ إذ كانت التوصيات الصادرة من المجلة الطبية البريطانية في عام 2018 تشير إلى وجوب إيقاف الأكسجين إذا كانت نسبة التشبع أكثر من 96%، ويجب ألا يُعطى إذا كانت نسبة التشبع أعلى من 90-93%. يُستَثنى مما سبق حالات التسمم بأول أكسيد الكربون، والصداع العنقودي، ونوبات الداء المنجلي، واسترواح الصدر.
يُستخدم الأكسجين عالي التركيز علاجًا منزليًا لإيقاف نوبات الصداع العنقودي بسبب تأثيراته المضيقة للأوعية.
يجب أن يعيد الطبيب تقييم الأشخاص الذين يتلقون العلاج بالأكسجين بسبب انخفاضه التالي لمرض حاد أو استشفاء سابق، ولا يجب تجديد الوصفة الطبية للعلاج المستمر بالأكسجين بشكل روتيني دون إعادة التقييم؛ إذ يتلاشى نقص الأكسجين بعد فترة، ولهذا لن تكون الرعاية الإضافية ضرورية، بل مجرد تضييع للموارد.

## آثار جانبية
تشير العديد من بروتوكولات الخدمات الطبية الطارئة إلى أنه لا ينبغي حجب الأكسجين عن أي شخص، بينما تكون البروتوكولات الأخرى أكثر تحديدًا أو حذرًا. ومع ذلك، هناك حالات معينة يُعرف فيها العلاج بالأكسجين بتأثيره السلبي على حالة الشخص.
لا ينبغي أبدًا إعطاء الأكسجين لأي شخص مصاب بالتسمم بالباراكوات إلا إذا كان يعاني من ضيق شديد في الجهاز التنفسي أو توقف في التنفس، لأن هذا يمكن أن يزيد من السمية. يعد التسمم بالباراكوات نادر الحدوث حيث تسبب في حوالي 200 حالة وفاة على مستوى العالم من عام 1958 إلى عام 1978. لا ينصح بالعلاج بالأكسجين للأشخاص المصابين بالتليف الرئوي أو أي تلف آخر بالرئة ناتج عن علاج البليوميسين.
تسبب المستويات العالية من الأكسجين الممنوحة للرضع العمى عن طريق تعزيز نمو الأوعية الدموية الجديدة في العين مما يؤدي إلى انسداد البصر. هذا هو اعتلال الشبكية الخداجي (ROP).
للأكسجين تأثيرات تضيق الأوعية الدموية على الجهاز الدوري، مما يقلل من الدورة الدموية المحيطية وكان يعتقد في السابق أنه يزيد من تأثيرات السكتة الدماغية. ومع ذلك، عندما يتم إعطاء أكسجين إضافي للشخص، يتم إذابة الأكسجين الإضافي في البلازما وفقًا لقانون هنري. هذا يسمح بحدوث تغيير تعويضي، ويدعم الأكسجين المذاب في البلازما الخلايا العصبية المحرجة (المتعطشة للأكسجين)، ويقلل الالتهاب والوذمة الدماغية بعد السكتة الدماغية. منذ عام 1990، تم استخدام العلاج بالأكسجين عالي الضغط في علاج السكتة الدماغية على مستوى العالم. في حالات نادرة، يعاني الأشخاص الذين يتلقون العلاج بالأكسجين عالي الضغط من نوبات. ومع ذلك، بسبب تأثير قانون هنري المذكور أعلاه للأكسجين المذاب الإضافي المتاح للخلايا العصبية، لا يوجد عادة تكملة سلبية للحدث. عادة ما تكون هذه النوبات نتيجة التسمم بالأكسجين،  على الرغم من أن نقص السكر في الدم قد يكون عاملاً مساهماً، إلا أنه يمكن القضاء على الخطر الأخير أو تقليله عن طريق المراقبة الدقيقة للمدخول الغذائي للشخص قبل العلاج بالأكسجين.
تم استخدام الإسعافات الأولية للأكسجين كعلاج طارئ لإصابات الغوص لسنوات. إعادة الضغط في غرفة الضغط العالي بحيث يتنفس الشخص أكسجين بنسبة 100٪ هي الاستجابة الطبية القياسية في المستشفى والجيش لمرض تخفيف الضغط. تم إثبات نجاح علاج إعادة الضغط بالإضافة إلى انخفاض عدد علاجات إعادة الضغط المطلوبة إذا تم إعطاء أكسجين الإسعافات الأولية في غضون أربع ساعات بعد الظهور. هناك اقتراحات بأن إعطاء الأكسجين قد لا يكون الإجراء الأكثر فعالية لعلاج مرض تخفيف الضغط وأن الهليوكس قد يكون بديلاً أفضل.

### انسداد رئوي مزمن
يجب توخي الحذر عند الأشخاص المصابين بمرض الانسداد الرئوي المزمن، مثل انتفاخ الرئة، خاصةً في الأشخاص المعروفين باحتفاظهم بثاني أكسيد الكربون (النوع الثاني من فشل الجهاز التنفسي). قد يتراكم مثل هؤلاء الأشخاص ثاني أكسيد الكربون ويقلل من درجة الحموضة (فرط الحموضة) إذا تم تناول الأكسجين الإضافي، مما قد يعرض حياتهم للخطر. يحدث هذا في المقام الأول نتيجة عدم التوازن بين التهوية والتروية (انظر تأثير الأكسجين على مرض الانسداد الرئوي المزمن). في أسوأ الحالات، قد يؤدي إعطاء مستويات عالية من الأكسجين لدى الأشخاص الذين يعانون من انتفاخ الرئة الحاد وارتفاع ثاني أكسيد الكربون في الدم إلى تقليل الدافع التنفسي إلى درجة التعجيل بفشل الجهاز التنفسي، مع زيادة ملحوظة في الوفيات مقارنة بمن يتلقون العلاج بالأكسجين المعاير. ومع ذلك، فإن مخاطر فقدان الدافع التنفسي تفوقها بكثير مخاطر حجب الأكسجين في حالات الطوارئ، وبالتالي لا يتم أبدًا بطلان الإدارة الطارئة للأكسجين. عادةً ما يحدث الانتقال من الرعاية الميدانية إلى الرعاية النهائية، حيث يمكن معايرة استخدام الأكسجين بعناية، قبل فترة طويلة من حدوث انخفاضات كبيرة في الدافع التنفسي.
أظهرت دراسة أجريت عام 2010 أن العلاج بالأكسجين المعاير (التحكم في الأكسجين) أقل خطورة على الأشخاص المصابين بمرض الانسداد الرئوي المزمن وأن الأشخاص الآخرين غير المصابين بمرض الانسداد الرئوي المزمن قد يستفيدون أيضًا في بعض الحالات أكثر من العلاج المعاير.

### مخاطر الحريق
تعزز مصادر الأكسجين عالية التركيز الاحتراق السريع. الأكسجين نفسه غير قابل للاشتعال، ولكن إضافة الأكسجين المركز إلى النار يزيد بشكل كبير من شدته، ويمكن أن يساعد في احتراق المواد (مثل المعادن) التي تكون خاملة نسبيًا في الظروف العادية. توجد مخاطر الحرائق والانفجارات عند اقتراب المواد المؤكسدة والوقود المركزة؛ ومع ذلك، هناك حاجة إلى حدث اشتعال، مثل الحرارة أو الشرارة، لتحفيز الاحتراق. مثال معروف على حريق عرضي تسارع بواسطة الأكسجين النقي حدث في مركبة الفضاء أبولو 1 في يناير 1967 أثناء اختبار أرضي؛ قتل رواد الفضاء الثلاثة. وتسبب حادث مماثل في مقتل رائد الفضاء السوفيتي فالنتين بوندارينكو عام 1961.
تنطبق مخاطر الاحتراق أيضًا على مركبات الأكسجين ذات الإمكانات المؤكسدة العالية، مثل البيروكسيدات والكلورات والنترات والبيركلورات وثنائي كرومات لأنها يمكن أن تتبرع بالأكسجين للنار. 
مركز O2 سيسمح للاحتراق بالمضي قدمًا بسرعة وحيوية. تعمل الأنابيب الفولاذية وأوعية التخزين المستخدمة لتخزين ونقل كل من الأكسجين الغازي والسائل كوقود؛ وبالتالي تصميم وتصنيع O2</br> O2 أنظمة تتطلب تدريبا خاصا لضمان أن يتم الحد من مصادر الاشتعال. يمكن للأكسجين عالي التركيز في بيئة الضغط العالي أن يشعل تلقائيًا الهيدروكربونات مثل الزيت والشحوم، مما يؤدي إلى نشوب حريق أو انفجار. تعمل الحرارة الناتجة عن الضغط السريع كمصدر للاشتعال. لهذا السبب، يجب أن تكون أوعية التخزين، والمنظمين، والأنابيب وأي معدات أخرى تستخدم مع أكسجين عالي التركيز «نظيفة من الأكسجين» قبل استخدامها، لضمان عدم وجود وقود محتمل. هذا لا ينطبق فقط على الأكسجين النقي؛ أي تركيز أعلى بكثير من الغلاف الجوي (حوالي 21٪) ينطوي على مخاطر محتملة.
المستشفيات في بعض الولايات القضائية، مثل المملكة المتحدة، تطبق الآن سياسات «عدم التدخين»، والتي على الرغم من تقديمها لأسباب أخرى، تدعم هدف إبقاء مصادر الإشعال بعيدًا عن الأكسجين الطبي. تشمل المصادر المسجلة لاشتعال الأكسجين الموصوف طبيًا الشموع والعلاج بالروائح والمعدات الطبية والطبخ، وللأسف، التخريب المتعمد. يعتبر تدخين الغليون والسيجار والسجائر مصدر قلق خاص. لا تقضي هذه السياسات تمامًا على مخاطر الإصابة بأنظمة الأكسجين المحمولة، خاصةً إذا كان الامتثال ضعيفًا.

### الطب البديل
روج بعض ممارسي الطب البديل «العلاج بالأكسجين» كعلاج للعديد من الأمراض البشرية بما في ذلك الإيدز ومرض الزهايمر والسرطان. قد يشمل الإجراء حقن بيروكسيد الهيدروجين، أو أكسجة الدم، أو إعطاء الأكسجين تحت الضغط إلى المستقيم أو المهبل أو أي فتحة جسدية أخرى.  وفقًا لجمعية السرطان الأمريكية، «لا تدعم الأدلة العلمية المتاحة الادعاءات القائلة بأن إدخال المواد الكيميائية التي تطلق الأكسجين في جسم الشخص فعال في علاج السرطان»، وقد تكون بعض هذه العلاجات خطيرة.

## التخزين والمصادر

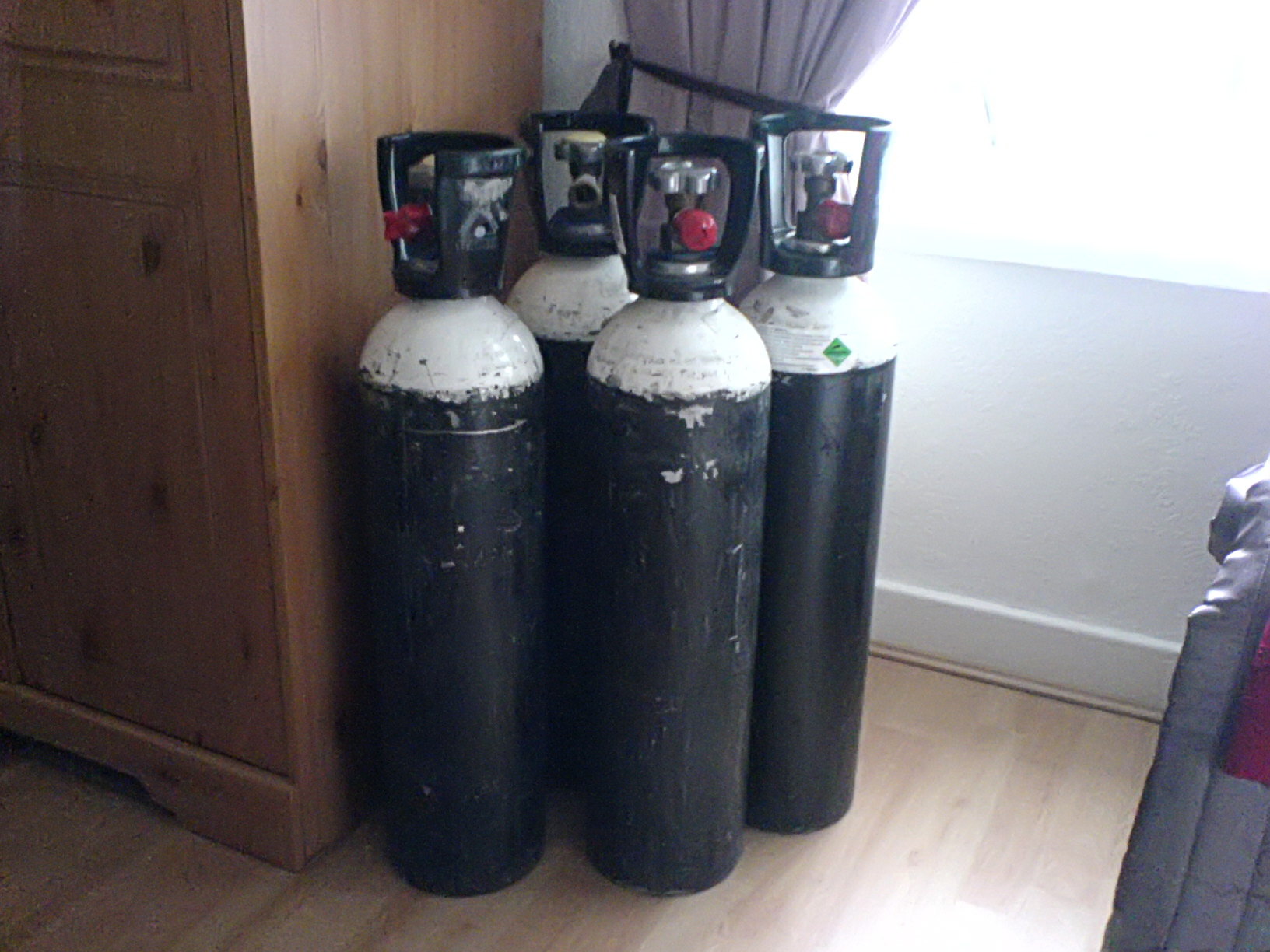
اسطوانات غاز تحتوي على أكسجين لاستخدامها في المنزل. عند الاستخدام، يتم توصيل أنبوب بمنظم الأسطوانة ثم بقناع يلائم أنف وفم الشخص.

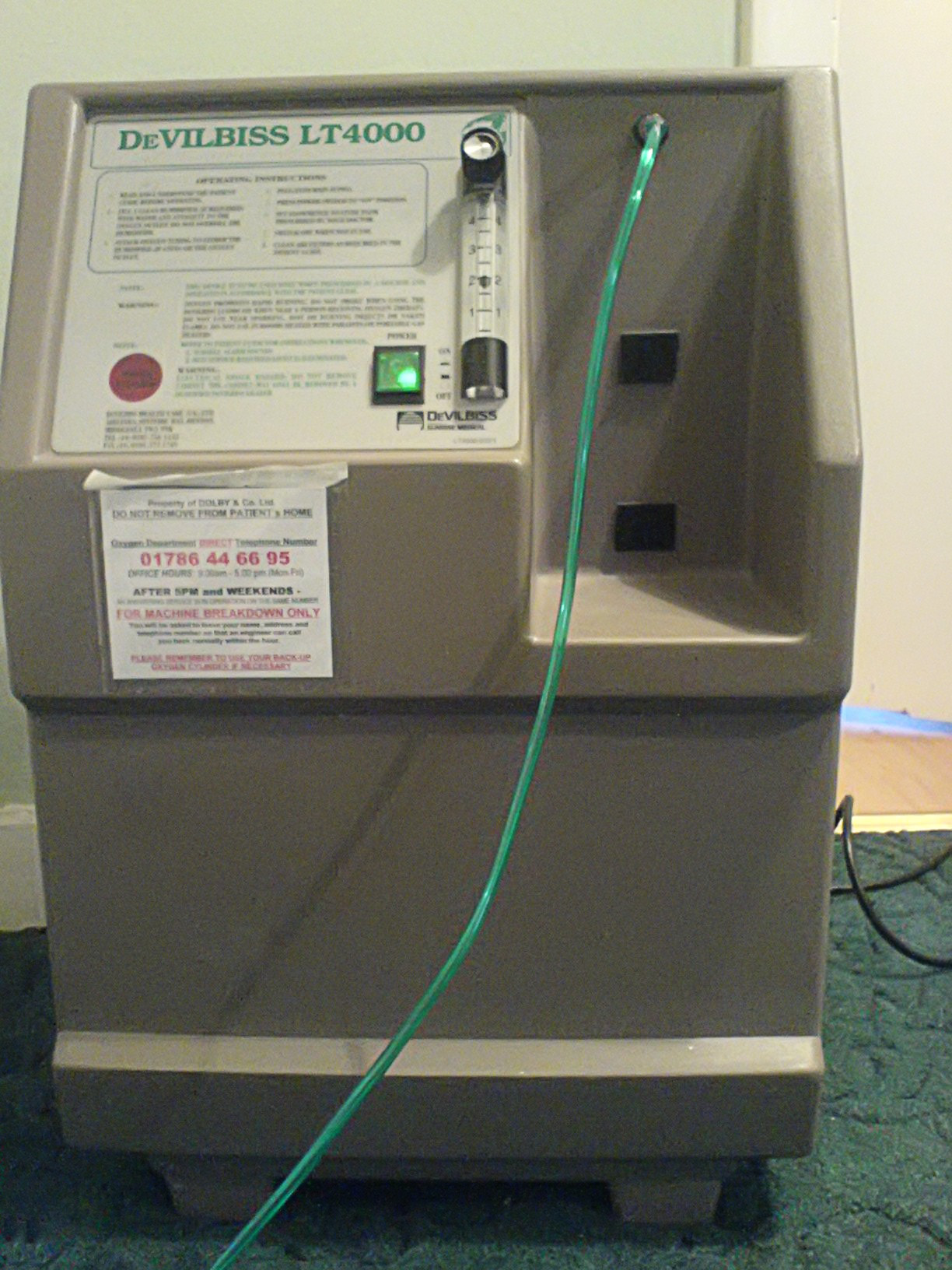
مُكثّف أوكسجين منزلي للشخص المصاب بانتفاخ الرئة

يمكن فصل الأكسجين عن طريق عدد من الطرق، بما في ذلك التفاعل الكيميائي والتقطير التجزيئي، ثم يتم استخدامه على الفور أو تخزينه للاستخدام في المستقبل. الأنواع الرئيسية لمصادر العلاج بالأكسجين هي:
1. تخزين السائل - يُخزن الأكسجين السائل في خزانات مبردة لحين الحاجة، ثم يُترك ليغلي (عند درجة حرارة 90.188 كلفن (−182.96) °C)) لإطلاق الأكسجين كغاز. يُستخدم هذا على نطاق واسع في المستشفيات نظرًا لمتطلبات الاستخدام العالية، ولكن يمكن استخدامه أيضًا في الإعدادات الأخرى. راجع المبخر المعزول بالفراغ لمزيد من المعلومات حول طريقة التخزين هذه.
2. تخزين الغاز المضغوط - يتم ضغط غاز الأكسجين في أسطوانة غاز، مما يوفر تخزينًا مناسبًا، دون الحاجة إلى التبريد الموجود مع تخزين السائل. تحتوي أسطوانات الأكسجين الكبيرة على 6,500 لتر (230 قدم3) ويمكن أن تدوم حوالي يومين بمعدل تدفق 2 لتر في الدقيقة. تحتوي أسطوانة M6 (B) الصغيرة المحمولة على 164 أو 170 لتر (5.8 أو  6.0 قدم3) ويزن حوالي 1.3 إلى 1.6 كيلوغرام (2.9 إلى 3.5 رطل).[39] يمكن أن تدوم هذه الخزانات من 4 إلى 6 ساعات عند استخدامها مع منظم حافظة، والذي يستشعر معدل تنفس الشخص ويرسل نبضات من الأكسجين. قد لا تكون الأجهزة التنظيمية الحافظة قابلة للاستخدام من قبل الأشخاص الذين يتنفسون من خلال أفواههم.
3. الاستخدام الفوري - يمكن أن يؤدي استخدام مُكثّف أوكسجين يعمل بالكهرباء [40] أو وحدة قائمة على التفاعل الكيميائي [41] إنتاج أكسجين كافٍ للشخص لاستخدامه على الفور، وهذه الوحدات (خاصةً الإصدارات التي تعمل بالكهرباء) منتشرة على نطاق واسع في المنزل العلاج بالأكسجين والأكسجين الشخصي المحمول، مع ميزة كونها إمدادًا مستمرًا دون الحاجة إلى شحنات إضافية من الأسطوانات الضخمة.

## توصيل
تستخدم أجهزة مختلفة لإعطاء الأكسجين. في معظم الحالات، يمر الأكسجين أولاً من خلال منظم ضغط، يستخدم للتحكم في الضغط العالي للأكسجين الذي يتم توصيله من أسطوانة (أو مصدر آخر) إلى ضغط أقل. ثم يتم التحكم في هذا الضغط المنخفض بواسطة مقياس التدفق، والذي قد يكون مضبوطًا مسبقًا أو يمكن تحديده، وهذا يتحكم في التدفق بمقياس مثل لترات في الدقيقة (لترات في الدقيقة (LPM)). يتراوح نطاق مقياس التدفق النموذجي للأكسجين الطبي بين 0 و 15 لترات في الدقيقة (LPM) مع بعض الوحدات القادرة على الحصول على ما يصل إلى 25 لترًا في الدقيقة. يمكن توصيل العديد من مقاييس تدفق الجدران التي تستخدم تصميم أنبوب Thorpe بـ «التدفق» وهو أمر مفيد في حالات الطوارئ.

### جرعة منخفضة من الأكسجين
كثير من الناس يحتاجون فقط إلى زيادة طفيفة في الأكسجين في الهواء الذي يتنفسونه، بدلاً من الأكسجين النقي أو شبه النقي. يمكن تسليم ذلك من خلال عدد من الأجهزة التي تعتمد على الموقف والتدفق المطلوب وفي بعض الحالات تفضيل الشخص.
قنية الأنف (NC) عبارة عن أنبوب رفيع بفتحتين صغيرتين تبرزان في فتحات أنف الشخص. يمكنه فقط توفير الأكسجين بشكل مريح بمعدلات تدفق منخفضة، 2-6 لترات في الدقيقة (LPM)، مما يوفر تركيزًا بنسبة 24-40٪.
هناك أيضًا عدد من خيارات أقنعة الوجه، مثل قناع الوجه البسيط، والذي غالبًا ما يستخدم بمعدل يتراوح بين 5 و 8 لترات في الدقيقة (LPM)، مع تركيز أكسجين للشخص يتراوح بين 28٪ و 50٪. يرتبط هذا ارتباطًا وثيقًا بأقنعة دخول الهواء التي يتم التحكم فيها بشكل أكبر، والتي تُعرف أيضًا باسم أقنعة فنتوري، والتي يمكنها توصيل تركيز الأكسجين المحدد مسبقًا إلى القصبة الهوائية بدقة تصل إلى 40٪.
في بعض الحالات، يمكن استخدام قناع إعادة التنفس الجزئي، والذي يعتمد على قناع بسيط، ولكن يتميز بكيس خزان، مما يزيد من تركيز الأكسجين المقدم إلى 40-70٪ أكسجين عند 5-15 لترات في الدقيقة (LPM).
تقوم الأقنعة غير القابلة لإعادة التنفس بسحب الأكسجين من أكياس الخزان المرفقة، مع صمامات أحادية الاتجاه توجه هواء الزفير خارج القناع. عند تركيبها واستخدامها بشكل صحيح بمعدلات تدفق 8-10 لترات في الدقيقة (LPM) أو أعلى، فإنها توفر ما يقرب من 100 ٪ من الأكسجين. يشار إلى هذا النوع من الأقنعة لحالات الطوارئ الطبية الحادة.
تطلب أنظمة توصيل الأكسجين (DODS) أو أجهزة الإنعاش بالأكسجين توصيل الأكسجين فقط عندما يستنشق الشخص، أو، في حالة الشخص الذي لا يتنفس، يقوم مقدم الرعاية بالضغط على زر على القناع. تحافظ هذه الأنظمة على الأكسجين بشكل كبير مقارنةً بأقنعة التدفق الثابت، وهو أمر مفيد في حالات الطوارئ عندما يتوفر إمداد محدود من الأكسجين ويكون هناك تأخير في نقل الشخص إلى رعاية أعلى. إنها مفيدة جدًا في إجراء الإنعاش القلبي الرئوي، حيث يمكن لمقدم الرعاية توصيل أنفاس إنقاذ مكونة من 100٪ أكسجين بضغطة زر. يجب الحرص على عدم تضخيم رئتي الشخص بشكل مفرط، وتستخدم بعض الأنظمة صمامات أمان للمساعدة في منع ذلك. قد لا تكون هذه الأنظمة مناسبة للأشخاص الفاقد للوعي أو الذين يعانون من ضيق في التنفس، بسبب الجهد المطلوب للتنفس منهم.

### توصيل الأكسجين عالي التدفق
في الحالات التي يحتاج فيها الشخص إلى تركيز عالٍ يصل إلى 100٪ أكسجين، يتوفر عدد من الأجهزة، وأكثرها شيوعًا هو القناع غير القابل لإعادة التنفس (أو قناع الخزان)، والذي يشبه قناع إعادة التنفس الجزئي إلا أنه يحتوي على سلسلة من الصمامات أحادية الاتجاه تمنع هواء الزفير من العودة إلى الكيس. يجب أن يكون الحد الأدنى للتدفق 10 لتر / دقيقة. تبلغ نسبة F I O 2 (الجزء الحجمي للاستنشاق من الأكسجين الجزيئي) من هذا النظام 60-80٪، اعتمادًا على تدفق الأكسجين ونمط التنفس. نوع آخر من الأجهزة هو قنية الأنف عالية التدفق المرطبة والتي تتيح توصيل التدفقات التي تتجاوز ذروة تدفق الشهيق للشخص عبر قنية الأنف، وبالتالي توفر F I O 2 بنسبة تصل إلى 100٪ لأنه لا يوجد احتباس بهواء الغرفة، حتى مع فتح الفم. يسمح هذا أيضًا للشخص بالاستمرار في الكلام والأكل والشرب أثناء تلقي العلاج. يرتبط هذا النوع من طرق التوصيل براحة عامة أكبر، وتحسين معدلات الأوكسجين والجهاز التنفسي مقارنة بأكسجين قناع الوجه.
في التطبيقات المتخصصة مثل الطيران، يمكن استخدام أقنعة ضيقة، ولها أيضًا تطبيقات في التخدير وعلاج التسمم بأول أكسيد الكربون والعلاج بالأكسجين عالي الضغط

### توصيل الضغط الإيجابي
سيحتاج الأشخاص غير القادرين على التنفس بمفردهم إلى ضغط إيجابي لنقل الأكسجين إلى رئتيهم من أجل إجراء تبادل الغازات. تختلف أنظمة تقديم ذلك من حيث التعقيد (والتكلفة)، بدءًا من ملحق قناع الجيب الأساسي الذي يمكن استخدامه من قبل مساعد أول مدرب بشكل أساسي لتقديم التنفس الاصطناعي يدويًا مع الأكسجين الإضافي الذي يتم توصيله عبر منفذ في القناع.
سيستخدم العديد من موظفي الخدمات الطبية الطارئة والإسعافات الأولية، بالإضافة إلى المستشفيات، قناع ذو صمام وكيس (BVM)، وهو كيس قابل للطرق متصل بقناع الوجه (أو مجرى الهواء الغازي مثل الأنبوب الرغامي أو القناع الحنجري)، عادة مع كيس خزان مرفق، والذي يتم معالجته يدويًا بواسطة أخصائي الرعاية الصحية لدفع الأكسجين (أو الهواء) إلى الرئتين. هذا هو الإجراء الوحيد المسموح به للعلاج الأولي لتسمم السيانيد في مكان العمل في المملكة المتحدة.
يمكن للإصدارات الآلية من نظام بي في إم، والمعروفة باسم جهاز الإنعاش أن تقدم أيضًا جرعات محسوبة وموقوتة من الأكسجين مباشرة إلى الأشخاص من خلال قناع الوجه أو مجرى الهواء. ترتبط هذه الأنظمة بآلات التخدير المستخدمة في العمليات تحت التخدير العام والتي تسمح بإيصال كمية متغيرة من الأكسجين، إلى جانب الغازات الأخرى بما في ذلك الهواء وأكسيد النيتروز والتخدير الاستنشاقي.

### كطريق لتوصيل المخدرات
يتم استخدام الأكسجين والغازات المضغوطة الأخرى جنبًا إلى جنب مع البخاخات للسماح بإيصال الأدوية إلى الشعب الهوائية العلوية و / أو السفلية. تستخدم البخاخات غازًا مضغوطًا لدفع الدواء السائل إلى الهباء الجوي، مع قطرات محددة الحجم علاجيًا، للترسيب في الجزء المناسب والمطلوب من مجرى الهواء. يتم استخدام معدل تدفق غاز مضغوط نموذجي من 8-10 لتر / دقيقة لرذاذ الأدوية، أو محلول ملحي، أو ماء معقم، أو خليط من السابق في رذاذ علاجي للاستنشاق. في هواء غرفة الإعداد السريري (مزيج محيط من عدة غازات) والأكسجين الجزيئي والهليوكس[بحاجة لمصدر] هي الغازات الأكثر شيوعًا المستخدمة لرذاذ بلعة أو حجم مستمر من الهباء الجوي العلاجي.

### مرشحات الزفير لأقنعة الأكسجين
أقنعة الأكسجين المفلترة لديها القدرة على منع الزفير، والجزيئات التي يحتمل أن تكون معدية من الانطلاق في البيئة المحيطة. عادة ما تكون هذه الأقنعة ذات تصميم مغلق بحيث يتم تقليل التسرب إلى الحد الأدنى ويتم التحكم في تنفس هواء الغرفة من خلال سلسلة من الصمامات أحادية الاتجاه. يتم ترشيح أنفاس الزفير إما عن طريق وضع مرشح على منفذ الزفير أو من خلال مرشح متكامل هو جزء من القناع نفسه. أصبحت هذه الأقنعة شائعة لأول مرة في مجتمع الرعاية الصحية في تورونتو (كندا) خلال أزمة السارس 2003. تم التعرف على السارس على أنه يعتمد على الجهاز التنفسي وتم تحديد أن أجهزة العلاج بالأكسجين التقليدية لم يتم تصميمها لاحتواء جزيئات الزفير. الممارسات الشائعة لوجود أشخاص مشتبه بهم  ارتباك ارتداء القناع الجراحي بسبب استخدام معدات العلاج بالأكسجين القياسية. في عام 2003، تم طرح قناع الأكسجين HiOx 80 للبيع. قناع HiOx 80 هو قناع تصميم مغلق يسمح بوضع مرشح على منفذ الزفير. ظهرت العديد من التصميمات الجديدة في مجتمع الرعاية الصحية العالمي لاحتواء وترشيح الجسيمات التي يحتمل أن تكون معدية. تشمل التصميمات الأخرى ISO- O2</br> O2 قناع أكسجين، قناع الأكسجين Flo 2 Max، وقناع O-Mask. أصبح استخدام أقنعة الأكسجين القادرة على تصفية جزيئات الزفير تدريجيًا ممارسة موصى بها للتحضير للجائحة في العديد من الولايات القضائية.[بحاجة لمصدر]
تسمح أقنعة الأكسجين النموذجية للشخص باستنشاق هواء الغرفة بالإضافة إلى الأكسجين العلاجي، ولكن نظرًا لأن أقنعة الأكسجين المفلترة تستخدم تصميمًا مغلقًا يقلل أو يلغي اتصال الشخص وقدرته على استنشاق هواء الغرفة، فقد تم توصيل تركيزات الأكسجين إلى الشخص. وجد أنها أعلى، تقترب من 99٪ باستخدام تدفقات الأكسجين الكافية.[بحاجة لمصدر] نظرًا لوجود جميع جزيئات الزفير داخل القناع، يتم أيضًا منع الأدوية البخاخة من إطلاقها في الغلاف الجوي المحيط، مما يقلل من التعرض المهني لموظفي الرعاية الصحية وغيرهم من الأشخاص.[بحاجة لمصدر]

### الطائرات
في الولايات المتحدة، تقيد معظم شركات الطيران الأجهزة المسموح بها على متن الطائرات. نتيجة لذلك، يتم تقييد الركاب في الأجهزة التي يمكنهم استخدامها. ستوفر بعض شركات الطيران اسطوانات للركاب مقابل رسوم مرتبطة. تسمح شركات الطيران الأخرى للركاب بالحمل على المكثفات المحمولة المعتمدة. ومع ذلك، تختلف قوائم الأجهزة المعتمدة باختلاف شركة الطيران، لذا يتعين على الركاب التحقق من أي شركة طيران يخططون للسفر عليها. لا يُسمح للركاب عمومًا بحمل أسطواناتهم الخاصة. في جميع الحالات، يتعين على الركاب إخطار شركة الطيران مسبقًا بمعداتهم.
اعتبارًا من 13 مايو 2009، حكمت وزارة النقل وإدارة الطيران الفيدرالية (FAA) بأنه تمت الموافقة على عدد محدد من مكثفات الأكسجين المحمولة للاستخدام في جميع الرحلات الجوية التجارية. تتطلب لوائح إدارة الطيران الفيدرالية (FAA) طائرات أكبر لنقل أسطوانات الأكسجين D لاستخدامها في حالات الطوارئ.